# 나훔서
나훔서는 구약성경 중 12권의 소예언서 중 일곱째 책으로, 예언자 나훔이 적었다고 전해진다. 기원전 7세기 예루살렘에서 저술된 것으로 여겨진다.
구약시대 이스라엘의 예언자 나훔이 아시리아 제국의 수도 니네베로 가 예언을 한 예언서이다.

## 저자
나훔의 히브리어 이름은 ‘나훔’(히브리어: נַחוּם)이며, 그 뜻은 ‘위로’이다. 이는 칠십인역에서 ‘나움’(고대 그리스어: Ναούμ)이라 불리며, 이후 불가타에서는 ‘Nahum’, 영어성경에서는 ‘Nahum’, 그리고 중국어성경에서는 ‘那鴻書’이라 불린다.
나훔에 관한 자료는 본서에만 기록되어 있다. 고향인 엘고스라고 언급되지만 엘고스가 어디인지 불분명하다. 나훔의 출신에 대한 학설 4가지를 살펴보면, 포로로 잡혀간 북왕국 가문의 후손이었다는 전통적인 학설, 엘고스가 엘-카우제(El-Kauzeh)라는 불리는 갈릴리의 한 장소 라는 학설, 갈릴리 해의 북부 연안에 있으며, ‘나훔의 도시’(Nahum’s city)라는 어원을 가진 가버나움이라는 학설, 마지막으로 위-에피파니우스(Pseudo-Epiphanius)로부터 시작해서, 해리슨(R. K. Harrison OTI. 26)에까지 이어지는 한 전승에 따라, 유다의 한 장소, 현대의 베이트 이브린(Beit Jibrin)인 베게발(Begebar) 주변의 한 지역이라는 학설이 있다.
신약성서에는 나훔 1장 7절이 인용된다(딤후 2:19). 용사로서의 하나님의 개념은 신약에서의 그리스도의 임재를 고대하는 것이다. 그리스도께서도 역시 용사로 묘사되신다. 주전 7세기 나훔은 앗시리아에 대해 심판의 메시지를 전했다.

## 시대 배경

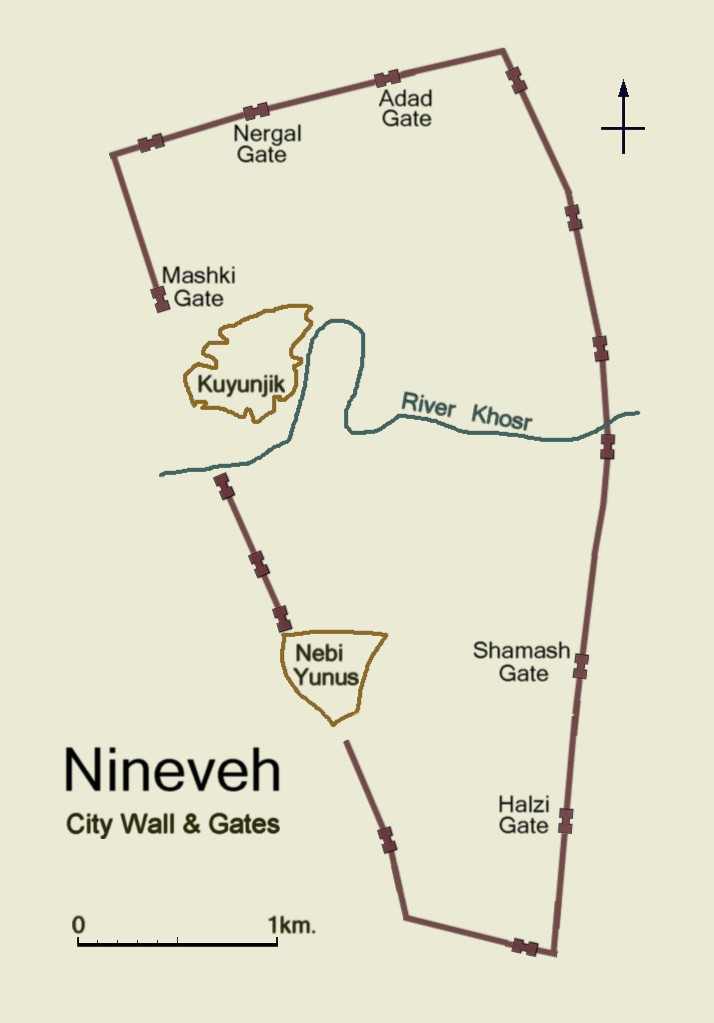
고대 니느웨 성읍의 도면. 성벽과 성문이 보인다.

요세푸스는 나훔서의 작성연대를 요담의 통치기로 비정하나, 아하즈나 히즈키야 통치기로 추정하는 학설들도 있다. 나훔의 연대를 결정하는데 있어서 매우 중요한 근거가 되는 두 사건이 있다. 하나는 3장 8절에서 언급되는 기원전 664년의 노아몬(테베) 함락이다. 다른 하나는 기원전 612년의 니느웨 함락이다. 따라서 나훔의 활동 시대는 이 두 사건의 중간으로 비정된다. 따라서 나훔의 연대는 기원전 7~8세기로 비정된다.
만약 이 책의 예언적인 성격을 심각하게 받아들인 다면, 이 책은 최소한 니느웨가 멸망하기 몇 년 전의 것으로 보아야 할 것이나, 어떤 학자들은 테베에 대한 언급이 너무 생생함을 볼 때, 나훔 선지자의 예언은 성취 연대 보다는 테베의 멸망 연대에 더 가깝다고 주장하였다. 하지만 이 주장은, 나훔 선지자가 가진 시 적인 능력을 볼때 빈약하고, 이보다 가능성이 있는 주장으로는, 앗시리아가 “강장하고”중다하다고 말하고 있는 나훔 1:12 절에 근거, 나훔이 앗시리아 제국이 상당히 약화되기 전에 이 책을 썼다고 보는 것이며, 나아가 가장 가능성이 있는 것은 주전 652년~626년 사이에 쓰여졌다고보는 것이다.
이 예언서의 초점은 앗시리아에 대한 심판인데, 이를 위해, 앗시리아의 역사를 제대로 파악 하는 것이 중요하다. 8세기 후반과 7세기 초엽은 앗시리아가 주도권을 잡고 팽창하는 시기였는데, 아슈르바니팔(Asshurbanipal, 668-627년경)의 초기에 그 힘과 문화가 정점에 이르렀다. 그러나 심각한 문제들은 이른 652년부터 발생, 왕좌 계승을 위한, 에살핫돈의 자손들인, 앗수르밧니팔과 샤마쉬-슘-우킨 형제간의 권력다툼을 통해, 앗시리아의 힘은 기울고, 멸망을 향한 길고 느린 나선형의 추락이 시작되었다. 앗시리아에 대한 마지막 몇 년과 에살핫돈의 죽음 직후의 몇 년의 대해서는 문헌이 별로 없기 때문에, 잘 알려져 있지는 않지만, 바빌로니아 기록(Wiseman)을 통해서 우리는 나보폴라살(Nanopolassar)이라는 이름을 가진, 갈대아 지도자가 자기 백성을 선동, 반란을 일으키고, 오랜 기간 동안의 이 전쟁이 니느웨가 멸망하는 것과 더불어 절정에 이른 것을 알 수 있다.
나훔은 노아몬의 함락이 과거사로 기록이 되어있는데 노아몬은 661년에 앗수르왕 아술버니팔 (Ashurbanipal)에게 점령되었다. 또 나훔은 니느웨의 멸망을 목격자처럼 묘사하는데 니느웨는 주전 612년에 바벨론 왕 나보폴라살(Nabopolassar)이 함락 시켰다. 나훔은 661년과 612년 사이에 활동한 것으로 추정된다.

## 구조
나훔서는 “니느웨에 대한 중한 경고”라는 전형적인 주제와, 하나님에 대한 장엄한 승리의 찬양시로 시작된다. 나훔은 마치 니느웨의 마지막 멸망의 장면에 실제로 있었던 것처럼, 이 책의 처음부터 끝까지 니느웨를 조롱한다. 특별히 나훔은 니느웨를 테베와 같이 비교하고 있는데 이를 “역사를 활용한 조롱”(a historical taunt)이라 부르기도 한다.
이 책은 매우 짜임새있게 구성되어 있다. 선지자의 이름, 도시의 이름, 그의 주제에 대해서 말해주는 상당히 전형적인 표제로 시작해서, 장엄한 승리의 찬양시와 승리의 노래, 그리고 신탁과 앗수르에 대한 조롱들, 마지막으로 짧은 장송곡으로 결론을 맺는다.
이 책의 개략적인 구조는 다음과 같다.
- 용사로서의 하나님에 대한 찬양시(1:2~8)
- 용사이신 하나님이 자기 백성을 구원하신다(1:9~2:2)
- 니느웨의 멸망에 대한 이상(2:3~10)
- 사자에 비유해서 하는 조롱(2:11~13)
- 니느웨에 대한 저주의 신탁(3:1~3)마술사-창녀에 비유해서 하는 조롱(3:4~7)
- 테베와 니느웨 역사를 비유해서 하는 조롱(3:8~10)
- 니느웨에 대한 계속적인 모욕(3:11~15c)
- 메뚜기에 비유해서 하는 조롱(3:15d~17)
- 결론으로서의 장송곡(3:18~19)

성경학자 돌시는 다음의 7중 대칭구조로 분석한다.
- (A) 1:2~10 자연의 힘에 의한 대적들의 멸망
  - (B) 1:11~15[~2:1] 니느웨의 멸망 예고.
    - (C) 2:1~10[2:2~11] 니느웨 성의 침공에 대한 생생한 묘사
      - (D) 2:11~13[12~14] 니느웨의 함락에 대한 애가

    - (C′) 3:1~7 니느웨 성의 약탈에 대한 생생한 묘사

  - (B′) 3:8~13 니느웨의 멸망 예고
- (A′) 3:14~19 자연의 힘에 의한 니느웨의 멸망

## 신학적 이해
나훔 1장 7~8절은 중심 메시지를 요약해 준다. 나훔에서는 하나님은 자기 백성을 위해서 전쟁을 할 준비가 되어 있는 용사이시다. 주전 7세기 독자들에게 나훔은 희망의 메시지였으며 위로의 메시지였다. 하나님은 약속하셨으며, 곧 그 약속을 성취하셨다.
“여호와는 선하시며 환난 날에 산성이시라 그는 자기에게 의뢰하는 자들을 아시느니라.그가 범람한 물로 그곳을 진멸하시고 자기 대적들을 흑암으로 쫓아내시리라”(나 1:7~8)
위 구절은 나훔의 중심적인 메시지를 요약해 주는데 이를 살펴보면, 하나님은 오랫동안 앗시리아의 그늘 속에서 살아온 자기 백성을 위해 전쟁을 할 준비가 되어있는 강한 용사로 나타나 있다. 하나님은 이 예언의 약속은 성취되어, 니느웨는 주전 612년에 메데와 바빌로니아에 의해 멸망을 했으나, 유다 백성들은 자신들의 죄로 가득찬 반항을 통해서 하나님의 인내를 계속적으로 시험했고 그 결과, 586년 위대한 왕인 바벨론의 느부갓네살에 의해 정복 되었다. 우리는 전반적인 역사적 정황으로부터 구체적인 역사적 정황으로 나훔에의 움직임을 살펴 보았다, 나훔의 영속적인 의미는 자기 백성을 구원 하시고 원수들을 심판하시는 하나님을 찬양하고, 있는 위대한 찬송인 1장 2~8절에서 가장 잘 찾아볼 수 있는 것으로 보인다.

## 같이 보기
- 유대교
- 기독교